# Ernest Brelay
Pour les articles homonymes, voir Brelay.
Ernest Brelay, né en 1826 à Rochefort-sur-Mer et mort en 1900 à Rueil-Malmaison, est un économiste français du mouvement coopératif.

## Biographie
Petit-fils du député républicain Audry de Puyravault, Ernest Brelay est, durant la Deuxième République et le Second Empire, favorable à l'opposition républicaine.
Riche négociant en tissus, il participe au mouvement coopératif à partir de la seconde moitié des années 1860 et devient vice-président de la Chambre corporative patronale. Durant l'insurrection de la Commune de Paris, il est élu aux élections du 26 mars 1871 par le 2e arrondissement mais démissionne dans les jours qui suivent.
Après la Commune, il tente de développer et de structurer le mouvement coopératif. Il est membre de l'assemblée municipale parisienne entre 1878 et 1879. Il devient peu à peu un partisan de Frédéric Le Play.
Économiste, président de la Société d'économie politique de Paris, il collabore notamment à L'économiste français, au Monde économique et à La Revue des institutions de prévoyance.

## Publications
- Affaires municipales, de la suppression de l'octroi de Paris et de son remplacement par une taxe sur la valeur vénale de la propriété., 1886
- L'Exposition de l'an 1900, ce qu'elle ne devra pas être, ce qu'elle pourrait être..., 1893
- Lettres d'un économiste classique à un agriculteur souffrant, 1897
- Le Socialisme participationniste, 1895
- Les Sociétés ouvrières de production : L'association des tonneliers de Morlaix, 1898
- Le Travail national et le travail étranger, par M. Ernest Brelay,... conférence faite à l'assemblée générale de la *Société protestante du travail, tenue le 11 mai 1885